# 김영옥 (군인)
김영옥(金永玉, 1919년 1월 29일~ 2005년 12월 29일)은 한국계 미국 군인이다. 미군에서는 최초로 아시아계 출신 대대장을 지냈고, 전쟁 영웅으로 불린다. 최종 계급은 대령이었다.
일본계 미국인으로 6.25 전쟁에서 명예 훈장을 받은 히로시 미야무라 육군 하사, 장진호 전투의 중국계 미국인 커트 리 (중국명은 리추웬) 해병대 중위와 더불어 동아시아계 미국인 출신 3대 전쟁영웅으로 미국 사회에서 대우받고 있다.

## 유년 시절
김영옥은 1919년 로스앤젤레스에서 아버지 김순권과 어머니 노라 고 슬하의 4남 2녀 중 위로 누나 한 명이 있는 장남으로 태어났다. 아버지인 김순권은 이승만 대통령이 미국에서 독립운동을 하던 시절 하와이에서 출범시킨 대한인동지회의 북미총회의 일원으로, 항일운동가였다. 누나인 윌라 킴은 뮤지컬 의상디자이너가 되어 토니상을 두 차례 수상했다.
김영옥은 벨몬트 고등학교를 졸업하고 로스앤젤레스 시립 대학교에 들어갔지만 1년 후 자퇴하고 갖가지 직업을 전전하였으나 인종 차별이 심했던 당시의 미국 사회에서 살아남기는 힘들었다. 제2차 세계 대전이 발발하고 육군 모병소를 찾아갔으나 같은 이유로 거절되었지만, 1941년 아시아계도 징집 대상으로 포함시키는 미국 군법이 제정되어, 입대 영장을 받은 김영옥은 22세의 나이로 미국 육군 병사로 입대하였다.

## 제2차 세계 대전
미국은 제2차 세계 대전 중 하와이에 거주하던 일본계 2세들로 100대대를 창설한다. 이 부대는 속칭 ‘니세이 부대(二世部隊)’라고도 불렸고, 뒤에 일본계 미국인들로 구성된 442 연대전투단의 1대대로 편입되었다. 사실 100대대는 하와이의 젊은 일본계 이민자들이 일본의 침략에 협조하여 사보타주 등을 행할까봐 두려워 사실상 인질로 삼은 것이었다. 이 조치는 일본계 미국인들을 수용소에 감금한 정책의 연장선이었다고 할 수 있다.
당시 장교후보생 학교에서 교육과정을 이수하고 육군 소위(계급장 : )로 임관한 김영옥은 한국계가 아닌 일본계로 분류되어 이 100대대에 배치되었다. 한국인과 일본인이 사이가 좋지 않음을 알고 있던 대대장의 전출 제의에도 불구하고 그는 이곳에 머무르기로 결정하고 100대대 B중대 2소대장을 맡았다.
이후 중위(계급장 : ) 진급과 동시에 미 5군에 배속되어 이탈리아 전선에 투입된다. 그들을 훈련시킨 장교(초기 지휘관은 모두 백인 장교였다)는 말할 것도 없고, 미국인으로 인정받기를 원했던 일본계 병사들이 실전 투입을 원했기 때문이었다. 이탈리아 볼투르노 강 전투에서 무공을 세웠으며, 또한 로마 해방전에서 엄폐물이 전혀 없는 평지에 새벽에 단둘이 침투해, 독일군을 잡아 정보를 빼냄으로써 로마 함락에 큰 공을 세웠다. 이외에도 기상천외한 전략으로 독일의 방어선이었던 구스타프 라인과 고딕 라인의 붕괴에 혁혁한 공을 세웠다.
이탈리아 전선 참전 후에는 남프랑스에 투입되었다. 브뤼에르와 비퐁텐느란 두 마을의 해방에 앞장섰으며, 이 중 남프랑스의 비퐁텐느의 교회 벽에는 그의 이름이 새겨져 있고, 마을 노인들도 그를 기억하고 있다. 이 마을에서는 “까피텐 김”(김 대위)으로 불린다.
비퐁텐느의 전투에서 큰 부상을 입고, 1945년 2월에 로스앤젤레스로 돌아와 휴식을 가졌다. 이후 유럽으로 돌아가려 하는 찰나, 나치 독일의 항복으로 유럽에서의 전쟁이 종결되었다.

## 한국 전쟁
제2차 세계 대전 이후 육군 대위(계급장 : )로 전역하고, 로스앤젤레스에서 세탁소를 운영하던 김영옥은 1950년 6월 25일에 한국 전쟁이 발발하자 1951년 예비역 소집 방식으로 육군에 재입대했다. 한국인 유격대인 배내대 유격대를 지휘하며 정보 수집 임무를 수행했다. 배내대 유격대는 흥남 철수 때 남쪽으로 내려온 피난민 중에서 선발한 유격대였다. 이 임무를 마친 후 김영옥 대위는 7 보병사단 31연대의 정보참모가 되었다.
1951년 4월, 31연대가 소양강을 건너 17연대와 임무 교대하자마자, 중국군의 춘계 공세가 개시되었다. 31연대는 다시 소양강을 건너 철수했는데, 김영옥 대위에게 미군 및 한국군의 철수를 엄호하기 위해 인제군 남면 개운동 계곡의 다리를 지키라는 명령이 내려졌다. 전차 1개 소대를 이끌고 완전히 후퇴할 때까지 최소한 몇 시간을 버티라는 명령을 받았다. 전차 소대를 다리 남쪽에 세워 놓고 김영옥 대위는 후퇴하던 중대급 한국군 보병들을 멈춰세운 후, 그들과 함께 임시 방어선을 구축하여 후퇴를 무사히 마칠 수 있도록 지원했다.
1951년 9월, 김영옥 대위는 소령(계급장 : )으로 진급하고 1대대 대대장이 되었다. 당시 미국에서 아시아계로 백인 병사들을 지휘하는 보병대대장이 된 사람은 미군 역사상 김영옥 소령이 최초였다. 그만큼 김영옥 소령이 능력을 인정받고 있었다. 하지만 이미 31연대장 매카프리 대령의 지시로 5월 23일부터 실전 경험이 없던 대대장을 대신하여 실질적으로 부대를 지휘하고 있던 터였으므로 이 조치는 형식적인 것에 불과했다.
1951년 5월 무렵부터 31연대의 사기는 최악이었다. 1950년 12월, 장진호 전투에서 해병대와 함께 흥남으로 철수하면서 연대장까지 전사하는 등 큰 패배를 당한 후유증에서 벗어나지 못했던 것이다. 김영옥 대위가 대대를 실질적으로 지휘하게 되면서 제일 먼저 착수한 것은 병사들의 사기 고양이었다. 구만산·탑골 전투에서는 전진하기를 주저하던 병사들을 권총으로 위협하기도 했고, 금병산 전투에서는 총탄이 빗발치는데 팔짱을 끼고 태연히 돌아다니며 엄폐물에 숨어 총만 높이 들어 마구잡이 사격을 하는 병사들을 독려하는 등, 자기 목숨을 내놓고 노력했다. 이런 노력에 힘입어 부대 사기는 다시 올라갔고, 그가 담당한 구역은 처음과 달리 5월 31일 이후 다른 대대들과 달리 북쪽으로 불쑥 솟아오른 형태가 되었다.
같은 해 6월, 철의 삼각지대에서 아군의 오인 포격으로 중상을 입은 김영옥은 일본의 오사카로 후송되어 치료를 받고, 8월 27일에 다시 전선에 복귀했다. 그 후 10월에 소령으로 진급하고 은성무공훈장 및 동성무공훈장을 수여받고, 정식으로 1대대장으로 임명되었다.
하지만 새로 부임한 연대장 모세스 대령이 전공을 쌓고 싶은 욕심으로 병사들을 무리하게 전투 현장에 내몰자 김영옥 소령은 이에 반대하였고, 그 때문에 1952년 9월에 미국으로 귀국했다.

## 한국전쟁 이후
귀국 후 김영옥은 여러 보직을 거쳤다. 1952년부터 1956년까지 베닝의 미국 육군 보병학교의 교관으로 근무했으며, 1956년부터 1959년까지는 독일에서 7사단 86연대 2대대장으로 근무했다. 1959년 중령(계급장 : )으로 진급한 후 캔자스주의 포트 리브에서 교관으로 근무하고, 1963년부터 1965년까지 주한 미군 군사고문단(KMAG)의 일원으로 다시 대한민국에 부임했다. 부임 후, 전시 방어 체제, 예비 병력 동원 체제, 청와대 방어 등의 기초를 고안했고, 영공 방어를 위한 대공미사일부대 창설을 군사고문단 내에 건의하여 호크 미사일부대 창설의 산파 역할을 했다.
1965년 대령(계급장 : )으로 진급한 김영옥은 유럽과 하와이를 돌며 근무하다가 1972년에 전역했다. 전역 후에는 로스앤젤레스에 거주하며 여러 사회 봉사활동을 하며 지냈다. 하지만, 한국전쟁 때 입은 부상이 50여 년 동안 그를 괴롭혔고, 말년에는 방광암으로 여러 차례 수술을 받아야 했다.
2005년 7월, 방광암 수술을 위해 입원했던 김영옥은 그 해 말에 결국 영면하였다. 영면 후 그의 시신은 하와이주 호놀룰루 근처 펀치볼 국립묘지의 100대대 묘지 근처에 매장되었다.

## 사회 봉사 활동
김영옥이 미국에서 존경받는 것은 전쟁에서 공로 때문만은 아니었다. 한국전쟁 때부터 김영옥은 여러 사회 봉사활동을 해온 것이 인정을 받았고, 그로 인해 존경받게 된 것이다.
보병대대장으로 근무하던 김영옥은 부대 군목이었던 샘 닐이 고아 몇 명을 데려오자, 직접 고아원을 설립하여 그곳에서 고아들을 보호하도록 했다. 또 재정 면에서도 지속적으로 지원하여 그들을 지원했다. 휴가를 나가는 병사들에게 위문품을 들고 고아원을 방문하여 고아들과 어울리도록 했다. 이는 고아원을 도울 뿐 아니라, 병사들에게도 도움이 되었다. 김영옥의 대대 장병들은 자기 봉급에서 1~2달러씩 각출하기도 했다.
이런 경험은 한국전쟁 이후에도 지역 사회에서 사회봉사활동을 계속하게 하는 바탕이 되었다. 로스앤젤레스의 한인건강정보센터, 한미연합회, 한미박물관 등이 김영옥의 노력으로 탄생한 단체이며, 인종 차별 철폐 운동과 미국에서 가정 폭력을 당한 아시아계 여성들을 위한 “아시안 여성 포스터 홈”을 건설했다. 이런 노력으로 대한민국 정부의 국민훈장 모란장과 한국방송공사의 KBS 해외동포상을 수상했다.
노령과 좋지 않은 건강에도 불구하고, 김영옥은 노근리 양민 학살 사건 조사를 위한 조사 위원회에도 직접 참여했으며, 442연대를 기념하기 위한 고 포 브로크 재단(Go For Broke) 설립, 일본군 위안부 문제 등에 많은 관심을 보이며 활동했다.

## 사후
- 2006년 8월 국사편찬위원회는 재외동포사에 김영옥을 수록하기로 결정했다. 김영옥 관련 집필은 그의 일대기(《영웅 김영옥》)를 쓴 한우성 뉴아메리카 미디어(NAM) 한국부장과 장태한 캘리포니아 대학교 리버사이드(UC Riverside) 교수가 공동으로 집필하고 있으며, 2007년 상반기에 출간된다.
- 2006년 2월에는 주미국 대한민국 대사관에서 로스앤젤레스의 코리아 타운에 신설되는 초등학교에 김영옥의 이름을 따 "김영옥 대령 초등학교"로 개명하려는 운동이 일고 있다고 홈페이지를 통해 보도했다[9].
  - 2009년 9월 9일 LA 통합 교육구 교육위원회는 로스앤젤레스 시내에 세워질 센트럴 중학교를 동포 2세 고 김영옥 대령의 이름을 따 '영옥 김 아카데미'로 짓기로 했다. 교육위원 7명 모두 찬성 표를 던졌다. 로스앤젤레스 코리아타운 인근에 세워지는 '영옥 김 아카데미'는 오는 9월 9일 첫 신입생들을 맞이하게 된다.[10]
- 영옥 킴 아카데미(Young Oak Kim Academy)의 인터넷 주소는 이렇다. http://www.lausd.net/Young_Oak_Kim_Academy/YOKA/Home.html
- 2015년 1월 13일 대한민국 서울에 '(사)김영옥 평화센터' 설립. URL = http://kimyoungoak.com/ 보관됨 2020-08-07 - 웨이백 머신

## 관련 매체
- 영화 - 2001년, 《잊혀진 용맹》(Forgotten Valor) 제작. 고 포 브로크 재단에서 그를 기념하여 제작한 영화다.
- 방송 - 2005년 문화방송 스페셜 '《영웅, 김영옥 대령》' 방영
- 책 - 《영웅 김영옥》, 한우성이 쓴 일대기. 2005년 12월 출간 (ISBN 89-89675-52-9)

## 평가

### 사람들의 말
- “내 휘하에 있던 500만 군인 중에 최고의 군인이다.” - 마크 클라크 前 미 5군 사령관
- “미 보병학교 시절 한국계인 김영옥 대령 덕에 어깨가 으쓱했다.” - 채명신 前 파월 한국군 총사령관
- “하나밖에 없는 아들이 닮았으면 하는 인물” - 김영옥의 전기를 쓴 한우성

### 훈장
- 이탈리아 - 최고십자무공훈장
- 프랑스 - 십자무공훈장(1950년), 레종도뇌르 훈장(오피시에 등급, 2005년 2월)
- 미국 - 무공훈장 등 10여 차례 받음
- 대한민국 - 국민훈장 모란장(2003년) 태극무공훈장 (추서)

### 참고 자료
- 심신의 사랑방 블로그[깨진 링크(과거 내용 찾기)]
- 《플래툰》 2006년 2월 호
- 《영웅 김영옥》한우성 저(북스토리)

### 내용주
1. ↑  “Young Oak Kim Academy”. 2014년 4월 20일에 원본 문서에서 보존된 문서. 2013년 5월 17일에 확인함. 다음 글자 무시됨: ‘ Monica Garcia – Board Member President ’ (도움말)
2. ↑  쉽게 말하면 4남 2녀 중 둘째로 태어난 것이다.
3. ↑  한국전쟁 당시 미군은 제2차 세계 대전 후 전역했던 베테랑들을 다시 소집하여 전선에 투입했다. 직접 참전한 것은 아니지만, TV미니시리즈 《밴드 오브 브라더스》의 주인공 중 한 명인 리처드 윈터스도 한국전쟁에 다시 소집되어 레인저와 보병 훈련 임무에 종사했다.
4. ↑  한국 전쟁 당시 민간인 신분으로 후방에서 교란 작전을 펴는 민병대를 편의대라고 불렀는데, 이를 영어식으로 읽은 것이 배내대이다.
5. ↑  TV미니시리즈 《밴드 오브 브라더스》의 주인공들이 소속된 506연대의 연대장인 로버트 싱크 대령은 한국전쟁에서 김영옥이 복무한 미 7사단의 부사단장으로 복무했다. 한국전쟁 당시 김영옥 이 성공적으로 수행했던 몇몇 임무는 부사단장 로버트 싱크 준장으로부터 직접 지시받은 것이었다.
6. ↑  당시 김영옥 대령의 측근은 그에게 군 인사 카드에 진료 기록이 두껍게 남아있을 경우 장성 진급심사에서 제외될 수 있다고 얘기하였다.
7. ↑  한국일보 2003년 3월 30일 자 <첫 유색인 대대장 김영옥… 미군들도 '영웅' 추앙> 기사. 이 기사에서 김영옥 은 당시 설립했던 고아원 관계자들 및 고아들과 모든 연락이 끊겼다고 했는데, 2005년 1월 KBS 뉴스는 2003년 3월에 한국을 방문한 김영옥 예비역 대령이 당시 자신이 돌봤던 고아 중 2명과 재회했다고 보도했다.
8. ↑  원래 이 문구는 442 연대의 부대 구호였다. 한국어로 하면, "가서 죽자" 또는 "싸우다 죽자" 정도의 의미다.
9. ↑  주미 대한민국 대사관의 관련 보도 보관됨 2007-09-27 - 웨이백 머신. 하지만 그 이후 어떻게 되었는지는 내용이 없다.
10. ↑  김나리 (2009년 7월 23일). “오는 9월 김영옥 중학교 개교”. YTN 인터내셔널. 2016년 3월 5일에 원본 문서에서 보존된 문서. 2009년 7월 24일에 확인함.